# Panzerzug Generał Listowski
Der Panzerzug Generał Listowski (vorher Postrach, deutsch: Terror) war ein improvisierter polnischer Panzerzug aus der Zeit des Polnisch-Sowjetischen Krieges von 1919.

## Geschichte
Zu Beginn des Krieges gelang es den polnischen Truppen mehrere Panzerzüge zu erbeuten. Darunter auch einer, welcher in Polen den Namen Postrach erhielt. Weiterhin bekam er die Nummer 21 und wurde für kurze Zeit als Pociągi Pancerne 21 „Postrach“ (kurz: P.P. 21, deutsch: Panzerzug 21) gelistet. Kurze Zeit später wurde der Panzerzug zu Ehren des General Antoni Listowski umbenannt und als Pociągi Pancerne 21 „Generał Listowski“ gelistet.

## Technische Daten

### Lokomotive
Die Dampflokomotive des Panzerzug Generał Listowski war eine vollgepanzerte Russische Baureihe О. Neben der vollgepanzerten Dampflokomotive war auch der Schlepptender vollgepanzert. An der Seite war der polnische Adler aufgezeichnet und darunter stand P. P. Nr. 21 „Postrach“. Mit der Umbenennung stand an der Seite, unter dem Adler, nur noch Generał Listowski.

### Artilleriewagen
Der Panzerzug Generał Listowski verfügte über zwei Artilleriewagen. Dies waren ehemalige vierachsige Flachwagen mit hohen Ladebordwänden. Der erste Artilleriewagen verfügte über eine vollständige Überdachung aus Blech. Im vorderen Teil wurde das Dach abgetrennt und konnte als Schiebedach genutzt werden. Darunter befand sich ein Artilleriegeschütz, welches sich auf einer drehbaren Sockellafette befand. Im hinteren Teil des Wagens befand sich der Mannschafts- und Munitionsraum. Weiterhin gab es auf beiden Seiten zwei Fenster und drei Schießscharten für Gewehre oder Maschinengewehre.
Der zweite Artilleriewagen befand sich hinter dem Maschinengewehrwagen. Dieser verfügte im vorderen Teil über kein Dach und das Artilleriegeschütz stand auf einer Räderlafette. Dadurch war das seitliche Richten nur im geringen Maße möglich. Im hinteren Teil befand sich, unter einer großen Plane, der Mannschafts- und Munitionsraum.

### Maschinengewehrwagen
Der Panzerzug Generał Listowski verfügte über einen Maschinengewehrwagen. Dieser befand sich hinter dem Schlepptender und war ein ehemaliger, zweiachsiger gedeckter Güterwagen. Die Seitenwände wurden mithilfe von Blech, Sand und Holz verstärkt. An beiden Seiten gab es zwei Schießscharten für je ein Maschinengewehr.

### Abstoßwagen
An beiden Enden des Zuges befanden sich jeweils ein zweiachsiger Flachwagen, welche als Abstoßwagen dienten. Sie dienten dazu, den Panzerzug vor Minen oder Entgleisung zu schützen und Gefahren vor den wichtigen Wagen zu beseitigen. Zusätzlich dienten sie zum Transport von Material wie Schienen, Bahnschwellen, Fahrrädern oder sonstigem Material.

## Einsatz
Während des Rückzugs von polnischen Truppen aus dem Osten, kam es Ende Juli und Anfang August 1920 zu einem heftigen Gefecht in Brest. Unterstützt wurden die Abwehrkämpfe durch den Panzerzug Generał Listowski, den Panzerzug Danuta und den Panzerzug Poznańczyk. Anschließend sicherte der Panzerzug Generał Listowski die Frontlinie am Fluss Bug bei Terespol. Wenige Tage später, am 5. August 1920, kam es dort zu einem schweren Artilleriebeschuss von bolschewistischer Artillerie auf den Panzerzug. Dadurch wurde dieser außer Gefecht gesetzt und konnte nicht mehr eingesetzt werden. Damit die bolschewistischen Truppen diesen Panzerzug nicht erbeuten konnten, wurde er durch die Besatzung gesprengt.

## Zugzusammensetzung
Die Zusammensetzung des Panzerzuges wird von vorne nach hinten aufgeführt.
- Abstoßwagen
- Artilleriewagen
- Flachwagen
- Panzerzuglokomotive mit Schlepptender
- Maschinengewehrwagen
- Artilleriewagen
- Abstoßwagen